# Creissels
Creissels is een gemeente in het Franse departement Aveyron (regio Occitanie). De plaats maakt deel uit van het arrondissement Millau. Creissels telde op 1 januari 2022 1.564 inwoners.
Sinds 2004 overspant het Viaduct van Millau de Tarn tussen Millau en Creissels. De autosnelweg A75 loopt over het viaduct en door de gemeente.

## Geografie
De oppervlakte van Creissels bedroeg op 1 januari 2022 28,19 vierkante kilometer; de bevolkingsdichtheid was toen 55,5 inwoners per km².
De onderstaande kaart toont de ligging van Creissels met de belangrijkste infrastructuur en aangrenzende gemeenten.

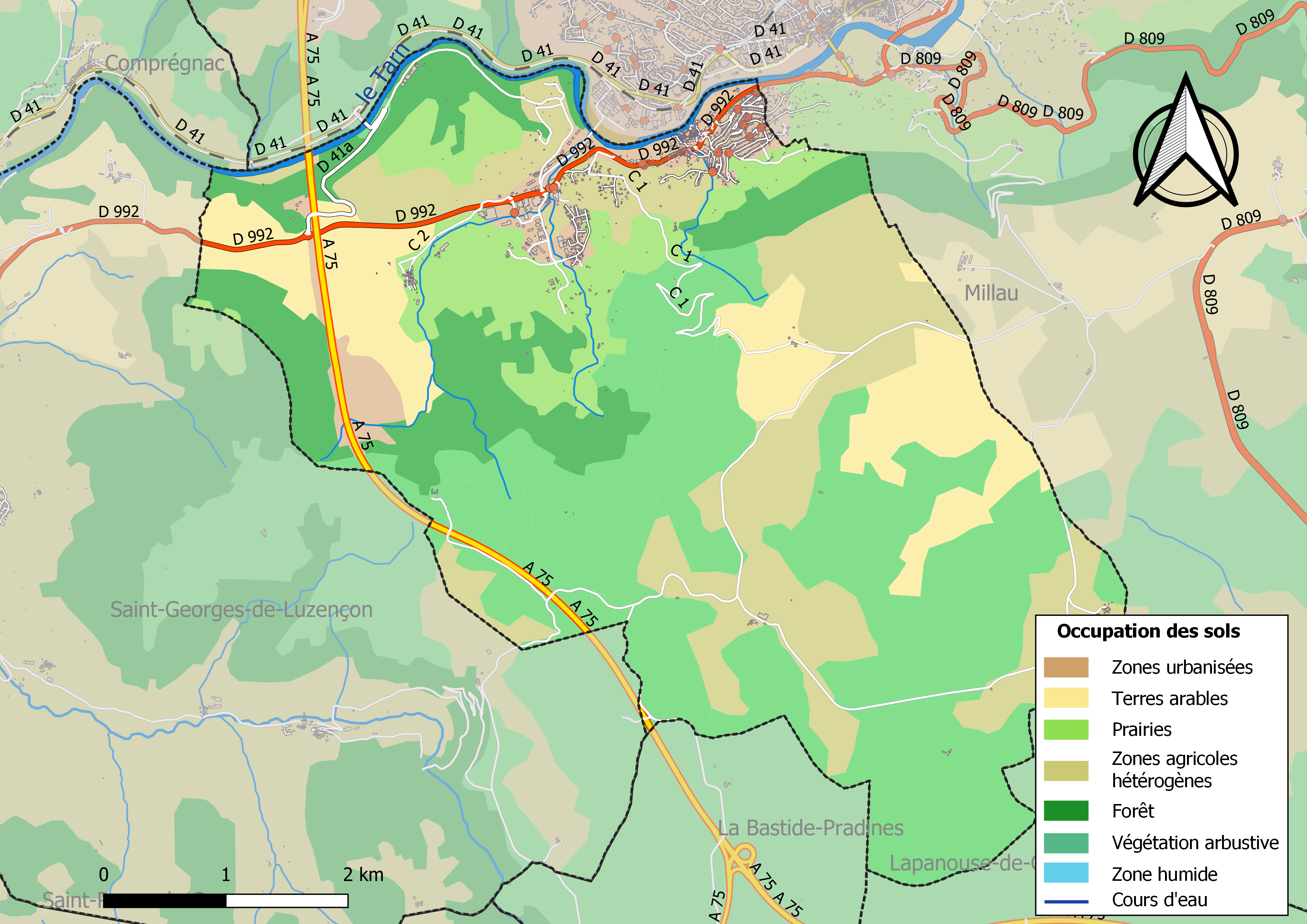

## Demografie
Onderstaande figuur toont het verloop van het inwonertal (bron: INSEE-tellingen).

Vanwege een beveiligingsprobleem met de MediaWiki Graph-software is het momenteel niet mogelijk deze grafiek weer te geven. Zodra de software is bijgewerkt zal de grafiek vanzelf weer zichtbaar worden.